# Amarete
Amarete es una comunidad en Bolivia, perteneciente al municipio de Charazani de la provincia de Bautista Saavedra, en el departamento de La Paz. Limita al sur y al este con otras comunidades de origen quechua y aymara, al oeste con la Provincia de Muñecas y al noroeste con Perú. La comunidad se encuentra a una altitud de 2800 a 3800 m s. n. m. y es una de las comunidades más grandes del municipio.

## Historia
El pueblo Amarete (5674 habitantes según censo del año 2012), ubicado en las faldas del cerro sagrado Isqani a más de 200 km de La Paz, es «primer Ayllu histórico del territorio ancestral de la nación Kallawaya».
Se trata de un Jathun Ayllu cuyos orígenes se remontan a un mitmaq, población reubicada durante el periodo incaico.
Su creación dataría de las postrimerías del Imperio Incaico (gobierno de Huáscar y Atahuallpa), lo que daría sentido a la composición misma de su población, diferente a la de otras localidades y comunidades de la provincia, con una marcada mayoría de la etnia Quechua.
La actual estructura administrativa fue creada el 20 de noviembre de 1839 sobre la base del territorio tradicional de Amarete. No obstante, desde su creación sufrió la desagregación de parte de sus territorios subtropicales y de puna.

## Organización política
El Jathun Ayllu cuenta con sus propias estructuras organizativas. Es administrado por un Consejo de Autoridades tradicionales elegidos cada año sin posibilidad de reelección, dirigido por dos autoridades máximas, el Mallku y el Purichiq, que sí pueden ser reelectos en sus funciones.
El Mallku cumple funciones eminentemente políticas y como tal de corresponde tratar en toda cuestión 
de carácter sindical, administrativa o política. El Purichiq es en cambio una autoridad de índole religiosa y le corresponde velar por la conservación de los principios y valores tradicionales de la comunidad.
La máxima autoridad es sin embargo la asamblea general de la comunidad, a la que se someten las decisiones de mayor peso del Consejo.
Finalmente, los Jilaqatas (secretarios) tienen la responsabilidad de vigilar el cumplimiento de las decisiones comunitarias. El responsable es el Atun Warayuq (secretario general), y otros son el Juch’uy warayaq (encargado de las relaciones con otras comunidades) y el Unanchaq (justicia).

## Economía y demografía
La constitución misma de la topografía de la región, predispone una variedad de actividades agrícolas, en la parte baja los granos como el maíz, trigo, poroto y arveja y locotos, yacón, etc., en la parte del valle alto los tubérculos y hortalizas como diferentes tipos de papa, oca, isaño, etc. La cría de ganado vacuno-ovino y cunicultura (cuyes).
Amarete cuenta con más de seis mil habitantes y una tasa negativa  del 0.08%  de  crecimiento. Está conformado por dieciocho ayllus, la mayoría de ellas están ubicadas en las cabeceras de valle; los ayllus son: Moyapampa, Jotahoco, Sorapata, Sayhuani, Tacachillani, Viscachani, (San Iqui, Villarroel, San Felipe, Chacahuaya), Atique, Carpa, Saphichuru, Huato, Llachuani, Chullumpini, Wancarani, Altarani. La  población del Athun Ayllu Amarete ha mantenido el uso de su idioma en todos los ámbitos de su vida y en su relación con todo agente externo, el 97% tiene como primer idioma el quechua, el 2,5 el aymara y solo el 0.5 el español. Lo que muestra que la totalidad de los pobladores se declararon como quechuas.

## Cultura y Música
El Athun Ayllu Amarete se caracteriza por tener una rica cultura y tradicíon, en las cuales se destacan: su medicina tradicional herbolaria ( característica principal de la región), que viene como herencia de los antiguos sabios de la región desde la época de los Incas, así como las diversas expresiones autóctonas de danzas, el Muyu, los linrus, los Montoneros, el Chatre, los Chunchus, los Kantus, que se interpretan en bandas de pinkillos, quenas, flautas de pan andinas o zampoñas, pututus, etc., y los instrumentos de percusión como el Bombo de Charazani, tambor de madera, estas conjuncionadas generan melodías y ritmos muy alegres y de lamento por un pasado glorioso.